# James Edward Keeler
James Edward Keeler (10 de setembro de 1857 — São Francisco (Califórnia), 12 de agosto de 1900) foi um astrônomo estadunidense.
Foi o primeiro a descobrir um pulsar, em 1899.